# محمود إسماعيل صالح
محمود إسماعيل صالح (ولد في المدينة المنورة عام 1942م) لغوي وأكاديمي سعودي، والأمين العام لمركز الملك عبدالله الدولي لخدمة اللغة العربية من سبتمبر 2019. أنشأ أول معهد شمولي على المستوى العالمي لتعليم اللغة العربية للناطقين بغيرها عام 1975م، وحصل على جائزة الأمير خالد الفيصل للغة القرآن في مسارالشخصية اللغوية عام 2022.

## التعليم
- حاصل على دكتوراه فلسفة في علم اللغة في جامعة جورجتاون في واشنطن العاصمة عام 1972م.

- حاصل على ماجستير في علم اللغة التطبيقي في جامعة جورجتاون بواشنطن عام 1967م.
- حاصل على ليسانس في اللغة الإنجليزية وآدابها في كلية الآداب في جامعة الرياض عام 1964م.[3]

## العمل والإنجازات
- أستاذ اللسانيات التطبيقية في جامعة الملك سعود.[4]
- رئيس تحرير مجلة (التخطيط والسياسة اللغوية) التي تصدر عن مركز الملك عبد الله بن عبد العزيز للتخطيط والسياسات اللغوية.[5]
- أسس معهد اللغة العربية (للناطقين بغير العربية) في عام 1395هـ/1975م.
- أسس البنك الآلي السعودي للمصطلحات (باسم) في مدينة الملك عبدالعزيز للعلوم والتقنية والإشراف على المشروع من عام 1983م إلى عام 1986م.
- أنشأ مركز الترجمة بجامعة الملك سعود عام 1408هـ، وتولى إدارته لمدة 9 سنوات.[6]